# Bernard du Bec
 (septembre 2022).
Bernard du Bec, connu sous le nom de « Bernard le Vénérable », mort le 8 mai 1149, est un bénédictin normand, treizième abbé du Mont Saint-Michel, de 1131 à 1149.

## Biographie
Les parents de Bernard du Bec, de noble origine, tenaient un rang honorable parmi les premières familles de Normandie. Bernard est allé étudier à Paris, et son neveu affirme que ni la philosophie ni l'éloquence n'ont de secrets pour lui.
Jouissant d'une réputation de savant et d'orateur bien méritée, quoiqu'on n'a jamais retrouvé aucun de ses écrits, Bernard est d'abord moine de l'abbaye Notre-Dame du Bec, puis prieur de Cernon, en Angleterre, il a su conquérir l'estime et l'affection, qui le nomme lui-même, en 1131, abbé à l'abbaye du Mont-Saint-Michel dont les chroniques ne l'appellent jamais autrement que vir doctissimus, vir sapientissimus et disertissimus et nimiæ eloquentiæ.
Durant ses dix-huit ans en qualité d'abbé de l'abbaye du Mont-Saint-Michel, Bernard fonde, en 1137, l'église et le prieuré de l'île de Tombelaine où la Vierge est révérée sous le nom de « Notre-Dame-de-la-Gisante ». Ce rocher, par sa position plus avancée dans la mer que Le Mont Saint-Michel, lui paraît une retraite affectée par son isolement à la méditation et à la prière. Il se résout de le consacrer spécialement aux exercices spirituels, et d'en faire en quelque sorte, pour ses moines, un asile temporaire de la vie ascétique. Il y fait construire une belle église, dont le bâtiment est, depuis, complètement détruit. Un logis pour trois religieux, une citerne et un jardin complètent les dépendances de cette petite Thébaïde. Trois moines du couvent du Mont Saint-Michel viennent tour à tour demander à ce séjour de recueillement la ferveur et les inspirations de la solitude. Bernard lui-même, déposant les soins et les travaux de la prélature, y vient souvent, loin des affaires, y goûter des instants de calme et de repos.
On lui doit également la reconstruction terminée en 1135, trente-trois ans après son écroulement en 1103, de la tour centrale de l'abbaye, aussi remarquable par son élégance que par sa hauteur, élevée par ses soins sur les quatre piliers des transepts, et terminé par une flèche de granit, svelte et hardie, l'ensemble pyramidal des édifices et du rocher. Il reconstruit la partie septentrionale de la nef écroulée, que Roger II n'avait pu achever, ainsi que l'agrandissement des propriétés de l'abbaye et enrichit l'église de vases et d'ornements précieux, entre lesquels un reliquaire de vermeil, dont la partie supérieure, arrondie en dôme par le travail de l'artiste, semblait surmonter d’une couronne d'or le chef d'Aubert d'Avranches, le saint normand fondateur de l'abbaye du Mont Saint-Michel déposé dans cette châsse magnifique.
Par un revirement soudain, la fortune fait succéder à cette tranquillité sereine une époque de trouble et de malheur lorsque Le Mont Saint-Michel ressent toutes les calamités de la guerre civile anglaise, connue sous le nom d'« Anarchie », que la succession de Henri Ier Beauclerc soulève entre Étienne de Blois, son neveu, et Mathilde l'Emperesse sa fille, armée pour la défense des droits de son fils. Cette princesse se rend en Normandie pour y faire reconnaître son autorité, Geoffroy V d'Anjou, son mari, en franchit la frontière à la tête d'une armée d'Angevins, afin de rompre, par l'assurance d'un puissant appui, les hésitations qu'une manifestation en faveur du jeune Henri y est pu rencontrer dans les craintes prudentes de ses partisans. La complication d'événements qu'enfantent ces prétentions rivales, plonge la Normandie dans une anarchie sanglante. Chaque ville, chaque seigneur se jette dans l'un des partis, et prend les armes pour réduire les cités ou les châteaux voisins qui tiennent pour le parti contraire. Le Mont Saint-Michel est une des places où l'autorité de Mathilde est reconnue. Avranches, dont le vicomte, Ranulphe II, possède en Angleterre le comté de Chester, se trouve au contraire enchaînée, par le puissant lien d'intérêts, aux bannières d'Étienne de Blois.
Vers la même époque, Gelduin de Dol, comte de Dol, veut donner un mobile militaire à ses brigandages, en invoquant le nom d'Étienne de Blois ; il assemble, dans ce dessein, une troupe de Bretons, franchit les grèves du Mont Saint-Michel, et se jette dans la campagne de l'Avranchin, où le suivent la dévastation et le meurtre. Mais les paysans, se sont armés et réunis pour résister aux pillards, sont bientôt rejoints et guidés par les chevaliers de la contrée accourus à leurs cris. Les Bretons, attaqués par une population qu'ils pensent intimider et disperser par la terreur d'une surprise, songent à sauver leur butin en opérant leur retraite : ils se replient donc vers la plage ; mais le flux légendaire qu'est la terrible marée du Mont Saint-Michel, mugissant déjà dans la baie, vient au secours des Normands. Soulevant ses flots et roulant, avec sa rapidité phénoménale, ses eaux écumeuses dans cette vaste étendue de grève, l'alliée maritime des Normands oppose bientôt sa barrière liquide aux Bretons qui, attaqués avec une nouvelle ardeur, cherchent vainement leurs chances de salut dans une défense désespérée ou dans la fuite : ceux qui ne tombent pas sous le fer, périssent dans les flots.
Ces mouvements militaires sont les derniers à agiter Le Mont-Saint-Michel sous l'administration de Bernard, dont la fin de la vie est remplie d'amertume. Sa dépouille mortelle reçoit une inhumation solennelle dans la partie inférieure de la nef.